# Сітекі
Сітекі — місто в Есватіні, адміністративний центр району Лубомбо.

## Географія
Розташоване на сході країни, у горах Лубомбо.

### Клімат
Місто знаходиться у зоні, котра характеризується вологим субтропічним кліматом. Найтепліший місяць — січень із середньою температурою 24.9 °C (76.8 °F). Найхолодніший місяць — червень, із середньою температурою 16.4 °С (61.5 °F).
| Клімат Сітекі           | Клімат Сітекі | Клімат Сітекі | Клімат Сітекі | Клімат Сітекі | Клімат Сітекі | Клімат Сітекі | Клімат Сітекі | Клімат Сітекі | Клімат Сітекі | Клімат Сітекі | Клімат Сітекі | Клімат Сітекі | Клімат Сітекі |
| Показник                | Січ.          | Лют.          | Бер.          | Квіт.         | Трав.         | Черв.         | Лип.          | Серп.         | Вер.          | Жовт.         | Лист.         | Груд.         | Рік           |
| Середня температура, °C | 24,9          | 24,6          | 23,7          | 21,3          | 19            | 16,4          | 16,5          | 18,2          | 20,2          | 21,2          | 22,3          | 24            | 21            |
| Норма опадів, мм        | 137.1         | 118.2         | 75.4          | 47.9          | 24.1          | 12.8          | 13.8          | 19.6          | 38.2          | 66.9          | 90.5          | 96.4          | 740.9         |
| Днів з опадами          | 10,8          | 8,8           | 8,6           | 6,4           | 3,4           | 1,8           | 1,9           | 3             | 4,7           | 8             | 11,5          | 10,1          | 79            |
| Вологість повітря, %    | 72.6          | 73.9          | 74            | 73.5          | 68.2          | 63.6          | 62.4          | 62.7          | 64.7          | 68.1          | 71.9          | 71.8          | 69            |
| ----------------------- | ------------- | ------------- | ------------- | ------------- | ------------- | ------------- | ------------- | ------------- | ------------- | ------------- | ------------- | ------------- | ------------- |
| Джерело: Weatherbase    |               |               |               |               |               |               |               |               |               |               |               |               |               |